# Aartsbisdom Makassar
Het aartsbisdom Makassar (Latijn: Archidioecesis Makassarensis) is een rooms-katholiek aartsbisdom met als zetel Makassar, hoofdstad van de provincie Zuid-Sulawesi, in Indonesië. De aartsbisschop van Makassar is metropoliet van de kerkprovincie Makassar, waartoe ook de volgende suffragane bisdommen behoren:
- Amboina
- Manado

## Geschiedenis
Het aartsbisdom werd opgericht op 13 april 1937, als de apostolische prefectuur Makassar, uit delen van het apostolisch vicariaat Célebes. Op 13 mei 1948 werd het verheven tot apostolisch vicariaat. Op 3 januari 1961 werd het verheven tot metropolitaan aartsbisdom. Op 22 augustus 1973 veranderde het van naam naar aartsbisdom Ujung Pandang. Op 15 maart 2000 veranderde het van naam terug naar aartsbisdom Makassar. 

## Parochies
Het aartsbisdom had in 2021 een oppervlakte van 101.644 km2 en telde 12.037.121 inwoners waarvan 1,4% rooms-katholiek was.

## Ordinarii

### Apostolische prefecten
- Gerardo Martino Uberto Martens (11 Jun 1937 - 1948)

### Aartsbisschoppen
- Nicolas Martinus Schneiders (apostolisch vicaris: 10 juni 1948, aartsbisschop: 3 januari 1961 - 7 augustus 1973)
- Theodorus Lumanauw (7 augustus 1973 - 18 mei 1981)
- Franciscus van Roessel (18 januari 1988 - 21 mei 1994)
- Johannes Liku Ada’ (11 november 1994 - 17 oktober 2024; hulpbisschop sinds 11 oktober 1991)
- Fransiskus Nipa (17 oktober 2024 - heden; coadjutor sinds 21 oktober 2023)

## Galerij van afbeeldingen

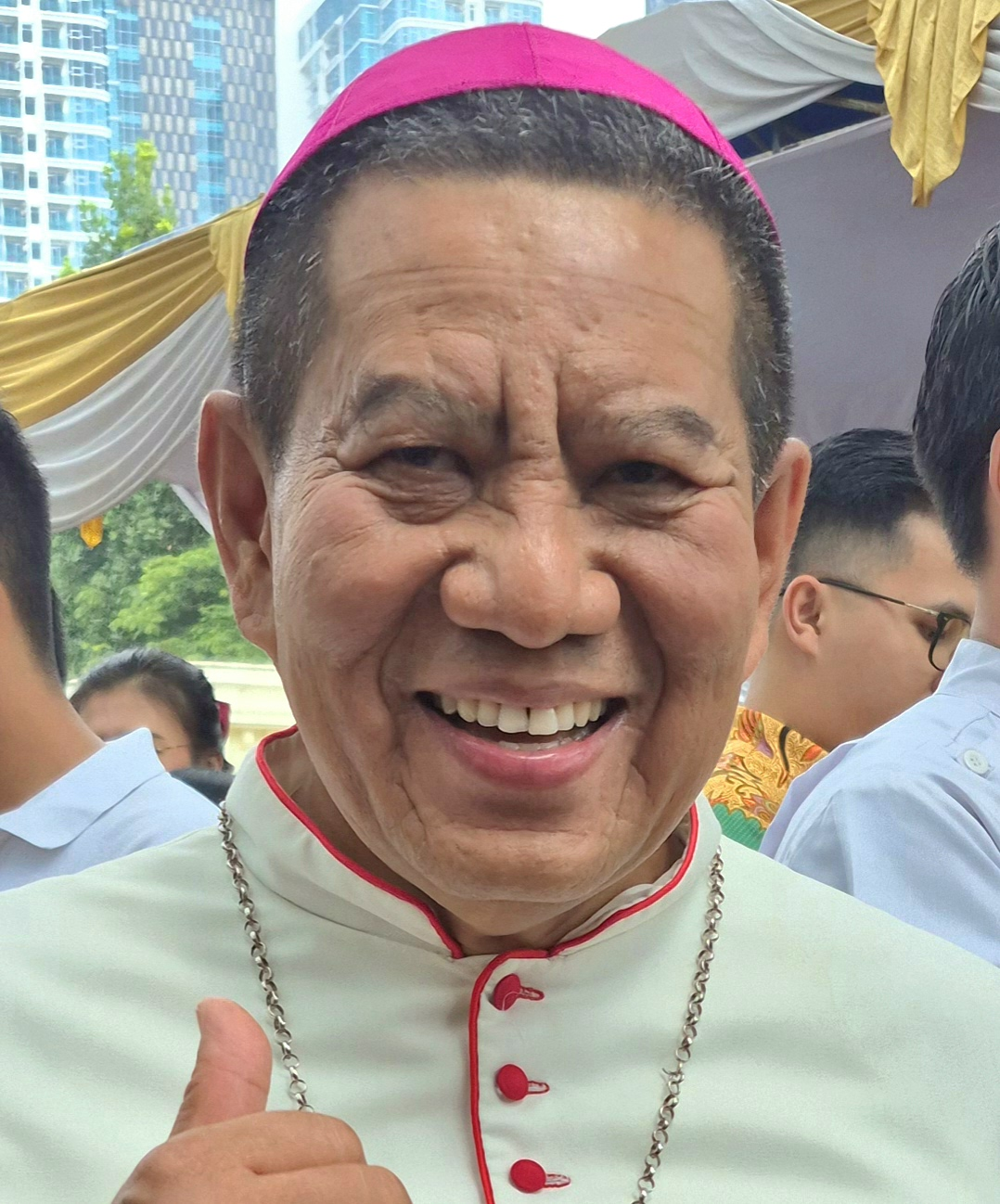
Aartsbisschop Fransiskus Nipa (2024-heden)
Kerkprovincie met aartsbisdom en suffragane bisdommen

Makassar (aartsbisdom) · Amboina · Manado